# Osterwalde
Osterwalde war eine mittelalterliche Gaugrafschaft in der Region Ostfalen im Stammesherzogtum Sachsen. Es lag im heutigen Sachsen-Anhalt. Es wurde im Westen von der Ohre und im Norden von der Wustrower Dumme begrenzt; seine östlichen Grenzen sind unklar. Der bedeutendste Ort war Salzwedel. Osterwalde grenzte unter anderem an den Balsamgau, den Derlingau, den Nordthüringgau und den Bardengau.
Ab dem 12. Jahrhundert war der Gau Osterwalde zusammen mit dem Balsamgau als Altmark Teil der Mark Brandenburg.